# 沾河林业局
沾河林业局，又称沾河重点国有林管理局，是一个位于中华人民共和国黑龙江省黑河市五大连池市的类似乡级单位，亦是中国龙江森林工业集团（黑龙江省森林工业总局）所属的一个林业局，分属松花江林业管理局。
沾河林业局前身为1958年在孙吴县辰清镇组建的辰清林业局。1959年辰清林业局与孙吴县林业局合并，局址设在孙吴县孙吴镇，改称孙吴林业局。1960年孙吴林业局局址迁至龙镇，改称沾河林业局。1967年局址迁至五大连池市蔡家岗，发展至今。地处小兴安岭北麓，地跨五大连池市、孙吴县、逊克县，施业区总面积751,283公顷。全局总人口55,932人。

## 行政区划
沾河林业局下辖以下单位：
沾河林业局场部、大吉岭库林场、乌斯孟林场、尖新山林场、北沾河林场、汤元山林场、茂岚林场、二可河林场、五道林林场、北营林场、南河林场、幸福林场、格拉气林场、新民林场、沾中林场、沾北林场、胜利林场、立新林场、天龙山经营所、木沟河经营所、天龙山农牧场、坤得气林场。